# Pouillot de Bonelli
Phylloscopus bonelli
Espèce
Statut de conservation UICN

 LC  : Préoccupation mineure
Le Pouillot de Bonelli (Phylloscopus bonelli) est une espèce de passereaux appartenant à la famille des Phylloscopidae.

## Description
Le pouillot de Bonelli mesure 11 à 12 cm pour une envergure de 18 - 19 cm ; il pèse entre 7 et 11,5 g. Ses parties supérieures sont brun-gris, avec une croupe verdâtre-jaune. Les plumes de ses ailes sont brun sombre, avec des bords verdâtre-jaune et un bout plus sombre. Ses parties inférieures sont blanches, légèrement grisâtres ou chamois sur le côté. Sa queue est jaunâtre et relativement longue. Sa tête est plutôt pâle, et il présente un sourcil blanc mat. Son iris est brun sombre et son œil entouré d'un fin cercle blanc. Son bec est sombre avec des bords roses et ses pattes sont brun terne.  
Les deux sexes ont le même plumage ; les juvéniles ont un plumage proche des adultes, mais plus sombre et brun sur le dessus. 
Il peut être distingué des autres pouillots par sa croupe pâle, ses dessous blancs, son cercle oculaire blanc, ses joues pâles et les bords jaune-vert des plumes de sa queue et de ses ailes. Il ressemble beaucoup à son cousin le Pouillot oriental, qui est légèrement plus brun-gris que lui ; la distinction se fait principalement par le chant. 

### Chant et vocalisations
Son chant est un trille rapide, entre 1 et 2 s, ressemblant à celui du Bruant zizi et du pouillot siffleur. Il l'émet généralement depuis la canopée et lorsqu'il se déplace, principalement durant sa migration printanière et la saison de la reproduction.
Il peut aussi émettre plusieurs appels, monosyllabiques comme tuit, fwiet ou tuiit, ou disyllabique comme diud, hoihd ou piuid ; il peut aussi en faire des trisyllabiques comme doo-ee-oo ou pe-wee-oo, assez caractéristiques,. Ces cris sont plus nasaux et faibles que ceux des autres pouillots.

## Répartition et habitat

### Répartition

Vert : zone de reproductionBleu clair : zone de migrationBleu foncé : zone d'hivernage

Cet oiseau est un habitant de l'Europe de l'Ouest et du nord du Maghreb. Cela inclut une large partie de la péninsule ibérique, de la France, de l'Italie, de la Suisse et de l'Autriche, ainsi que le sud de l'Allemagne. Il passe l'hiver au sud du Sahara, dans une bande étroite allant du Sénégal au Tchad.
L'Espagne regroupe environ 65% de la population des pouillots de Bonelli, et la France entre 15 et 20%.

### Migration
Toutes les populations du pouillot de Bonelli sont migratrices. Il quitte sa zone de reproduction entre fin juillet et fin août, arrivant à partir de la fin août et au plus tard en novembre. Il repart vers le nord entre la mi-mars et la mi-mai, revenant au plus tard début juin.

### Habitat
Il vit majoritairement dans les forêts de feuillus, avec une végétation au sol assez fournie. Ses arbres favoris incluent le chêne, le bouleau, le hêtre et le châtaignier. Il vit plutôt à moyenne altitude, dans des zones chaudes et plutôt sèches. Il évite cependant les zones trop chaudes, comme le sud-est de la péninsule ibérique.
Dans ses quartiers d'hiver, il cherche le même genre d'environnement, y ajoutant la savane et les oasis avec des acacias.

## Écologie et comportement

### Alimentation
Le pouillot de Bonelli se nourrit principalement d'insectes, d'araignées et de leurs larves ; cela inclut les papillons, les mouches, les pucerons, les éphémères ou encore les guêpes. Il peut aussi se nourrir de fruits, comme les mûres, notamment à l'automne.
Il attrape les insectes sur les feuilles et les branches des arbres ou des buissons, parfois au vol ; il peut être seul, en couple ou avec d'autres passereaux.

### Reproduction

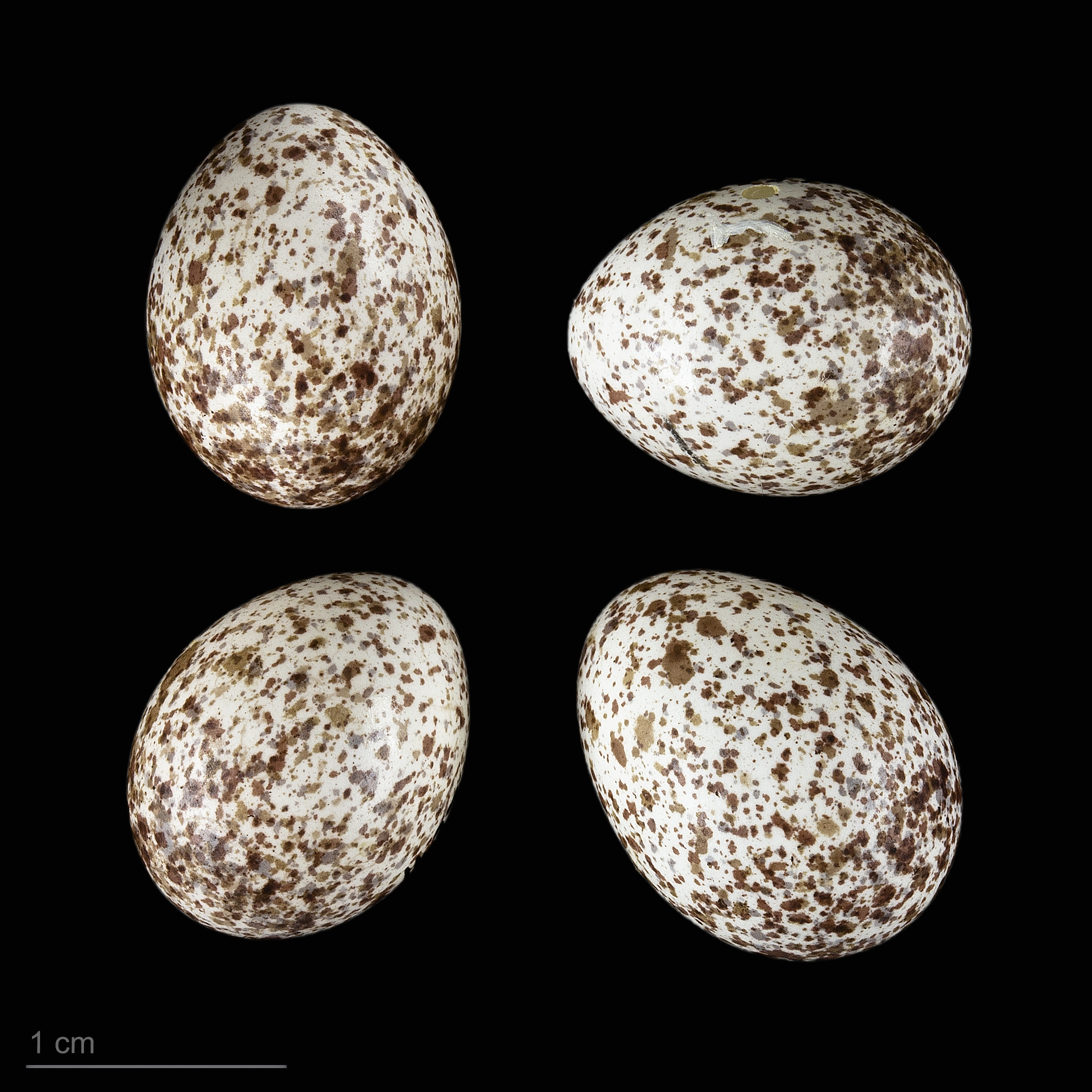
Oeufs de Phylloscopus bonelli - Muséum de Toulouse

La ponte a lieu entre fin avril et août, avec une seule couvée (et exceptionnellement deux). Les pouillots sont monogames et territoriaux durant la période de reproduction. Le nid de forme ovoïde est fait de brins d'herbe et est posé à même le sol, sous une touffe ou contre un talus. Il est intégralement construit par la femelle, ce qui prend entre 1 et 5 jours La femelle pond 4 à 6 œufs tachetés de petits points marron. Ils sont couvés par la femelle pendant 12 à 13 jours, à la suite de quoi les deux parents s'occupent des petits. Les jeunes quittent le nid entre 12 et 13 jours après l'éclosion. La maturité sexuelle est atteinte à un an,.

## Systématique
Le pouillot de Bonelli a été décrit pour la première fois par Louis-Pierre Vieillot en 1819. Il a cependant été découvert en 1815 par l'ornithologue italien Franco Andrea Bonelli, en l'honneur duquel il est nommé. Il était auparavant considéré comme formant une seule espèce avec le Pouillot oriental. Il est capable de s'hybrider avec le Pouillot siffleur.

## Le Pouillot de Bonelli et l'humain

### Conservation
Le Pouillot de Bonelli est classé comme "préoccupation mineure" par l'UICN, en raison de sa large population (entre 1 500 000 et 4 000 000 couples au total),.